# 이계벽
이계벽(1971년 9월 4일 ~ )은 대한민국의 영화감독이다.

## 학력
- 서강대학교 영상대학원 석사

## 참여 작품
| 연도 | 작품명               | 역할       | 비고 |
| ---- | -------------------- | ---------- | ---- |
| 2002 | 복수는 나의 것       | 연출부     |      |
| 2002 | 보스 상륙 작전       | 조연출     |      |
| 2003 | 올드보이             | 조감독     |      |
| 2005 | 야수와 미녀          | 연출       |      |
| 2006 | 9시 5분              | 연출       |      |
| 2011 | 커플즈               | 각본       |      |
| 2012 | 남쪽으로 튀어        | 각본       |      |
| 2016 | 럭키                 | 감독, 각색 |      |
| 2019 | 힘을 내요, 미스터 리 | 감독, 각본 |      |
| 2021 | 새콤달콤             | 감독, 각색 |      |

## 수상
- 1995년 금관영화제 장려상
- 2017년 피렌체 한국영화제 관객상